# 大川ダム
大川ダム（おおかわダム）は、福島県会津若松市大戸町大川と南会津郡下郷町大字小沼崎にまたがる、一級水系 阿賀野川本川（福島県内では阿賀川と呼ばれる）上流部に建設されたダムである。ダム湖は「若郷湖」（わかさとこ）。
阿賀野川水系、阿賀野川本川に唯一建設された特定多目的ダムで、阿賀野川本川の治水と会津盆地への利水、さらに大規模な水力発電を目的としている。型式は重力式コンクリートダムとロックフィルダムが複合したコンバインダム、ダムの高さは75.0mである。

## 沿革
阿賀野川は上流部が豪雪地帯であり、豊富な水量を有する為水力発電の開発が明治以降盛んであった。その一方で連年水害による流域の被害は甚だしく、阿賀野川沿岸では古くから治水が新発田藩や会津藩などによって手掛けられていた。当時は河道の付け替えが主であり、蛇行を繰り返していた阿賀野川は下流部ではほぼ直線化していた。だが、その後も堤防決壊を伴う水害は繰り返し起こり、根本的な治水対策が次第に求められた。
一方戦後の食糧事情を解決すべく、農林省（現・農林水産省）主体で多くの国営農業水利事業が展開されたが、農業技術の発展と農地面積の急速な拡大で農業用水の需要が高まった。これに加え会津若松市は会津地方の中心都市として人口が増加、これにより上水道需要が増加した他産業誘致によって旧来の醸造業に加え精密機器や電気機械工場が進出、工業用水道の需要も必要となった。こうした工場立地と宅地の拡大に伴い阿賀野川の治水安全度が低下、堤防の建設などが次第に困難になりつつあった。
さらに、オイルショックの影響により今までの「火主水従」から再生可能な水力発電が再評価され、全国各地でピーク時の発電にも即応できる大規模揚水発電所が計画、建設されるようになった。奥只見ダム・田子倉ダム（只見川）など只見川の電力開発で名を馳せた電源開発は新たな揚水発電計画を水量の豊富な阿賀野川に求め、東北電力もまた、新規水力発電開発を志向していた。
阿賀野川を管理する建設省北陸地方建設局（現・国土交通省北陸地方整備局。阿賀野川は河口所在地が新潟県にあるため、福島県流域についても北陸地方整備局が管轄している）は1966年（昭和41年）に制定した「阿賀野川水系工事実施基本計画」の中で、阿賀野川の洪水調節を効率的に図るべくダムによる治水を策定。1971年（昭和46年）より「舟子ダム」または「桑原ダム」の名で計画に取り掛かった。だが先述のように各方面から利水についての要望が出されたことから、阿賀野川の治水と利水を総合的に実施するため河川総合開発事業として事業を進めた。
以上の経緯を経て、1973年（昭和48年）より「阿賀野川総合開発事業」の中核事業として計画されたのが、大川ダムである。

## ダムの目的

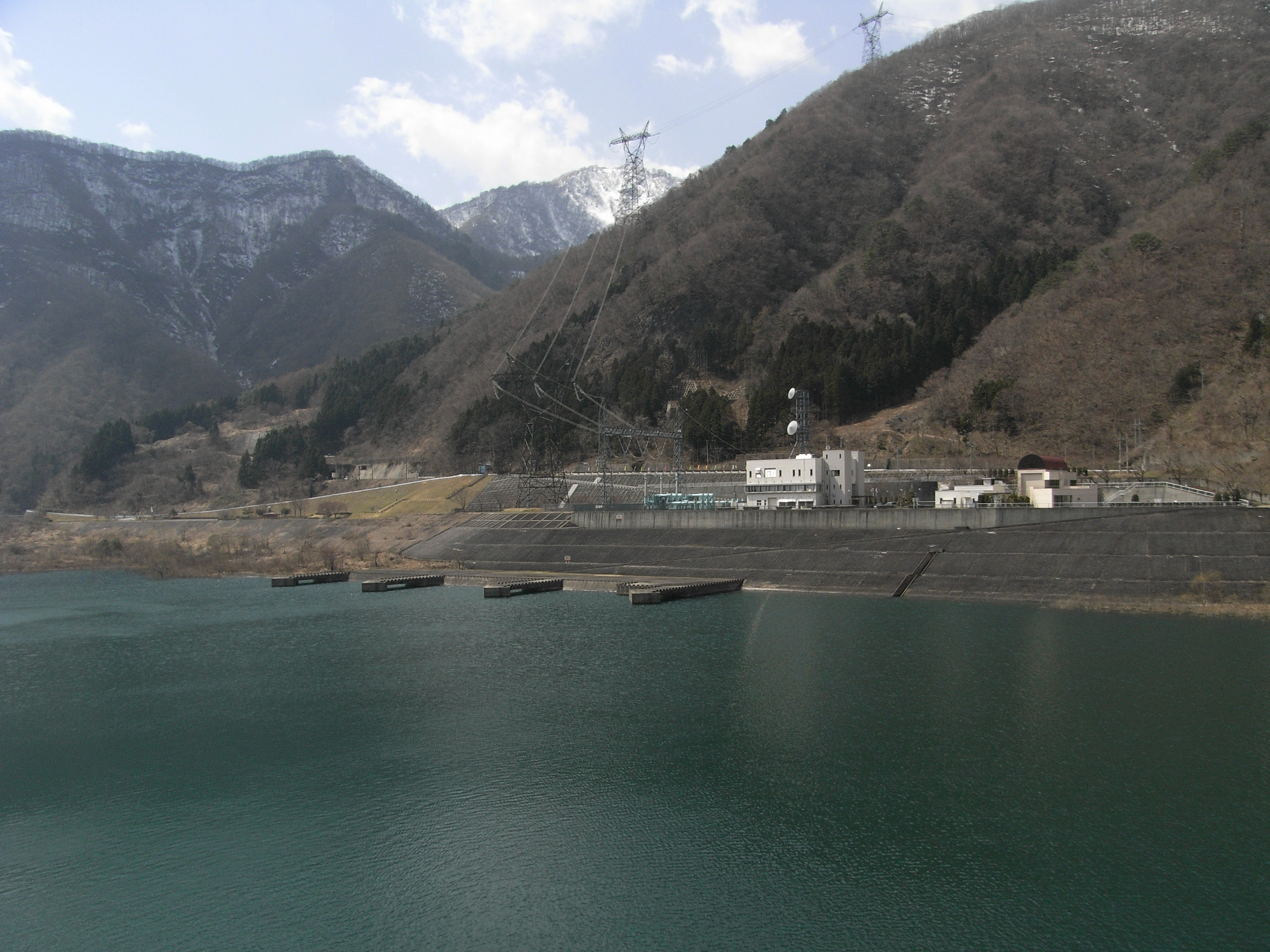
ダム左岸にある電源開発下郷発電所。上池の大内ダムとの間で100万キロワットの電力を発生させる。

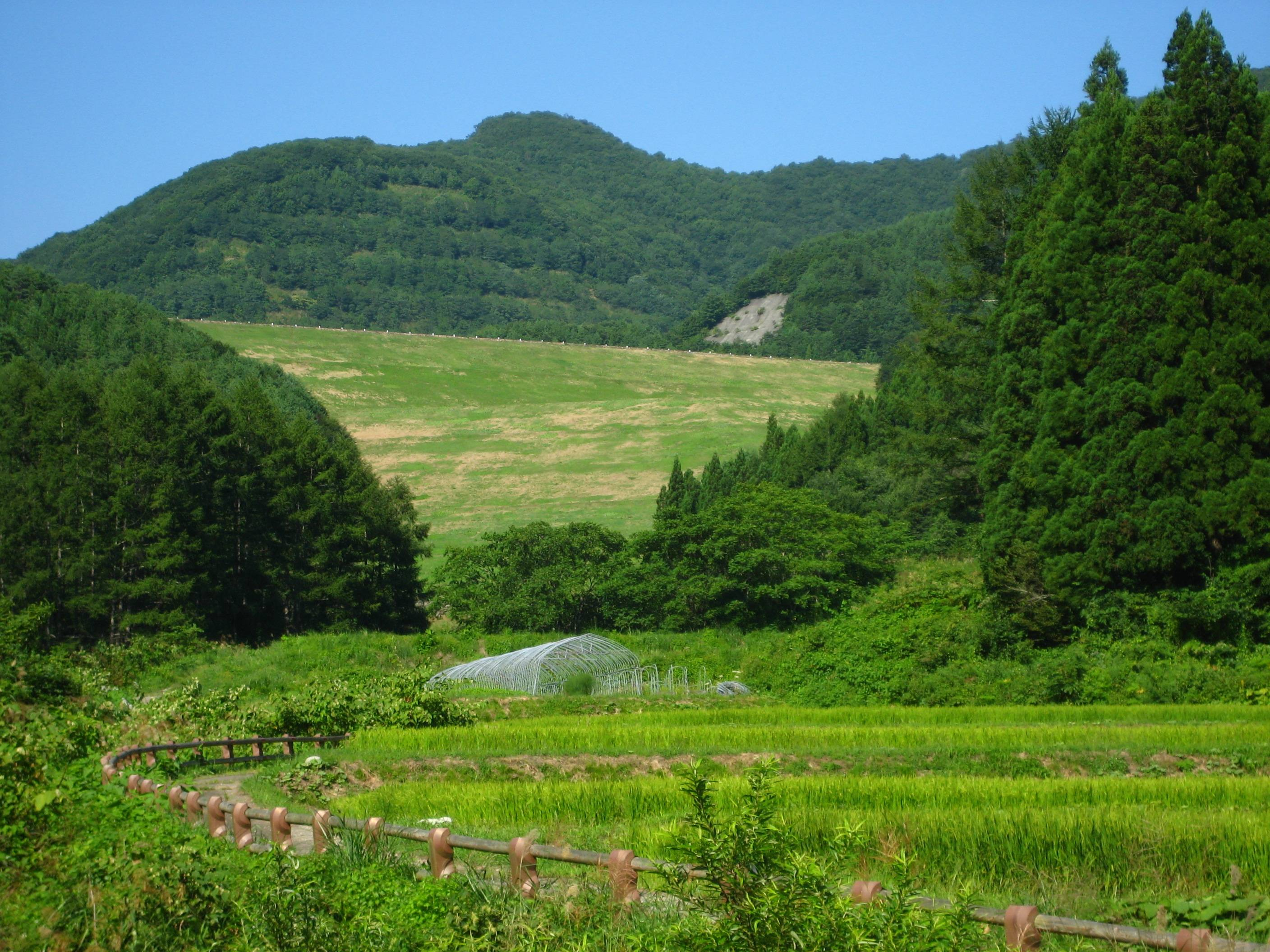
下郷発電所の上部調整池（上池）・大内ダム（小野川）

大川ダムは特定多目的ダム法に基づき、国土交通大臣が一貫して施工と管理を行う国土交通省直轄ダム・特定多目的ダムである。ダムは16年の歳月を経て1987年（昭和62年）に竣工し、周辺整備を行った後1988年（昭和63年）より運用・管理を開始した。目的は洪水調節、不特定利水、灌漑、上水道供給、工業用水道供給および水力発電であり、多目的ダムの中でも用途が広い。
治水目的について、まず洪水調節では阿賀野川本川の計画高水流量（計画された最大限の洪水流量。過去最大の洪水量を基に試算される）毎秒3,400トンを下流の会津坂下町宮古（国道49号・宮古橋付近）の基準点において毎秒2,600トンに軽減する（毎秒800トンのカット）。不特定利水では阿賀野川沿岸の慣行水利権分の農業用水を毎秒2.5トン供給し、かつ河川維持放流により阿賀野川の正常な流量維持を図る。
利水であるが、灌漑については阿賀野川流域の新規農地4,400haへ農業用水を供給する。上水道供給は会津若松市、大沼郡会津美里町・河沼郡会津坂下町に1市2町に日量24,500トンを、工業用水道供給では会津若松市内の工業団地へ日量72,500トンを供給する。そして水力発電であるが、電源開発は大川ダムを下池とする下郷発電所を建設した。これはダム上流で阿賀野川に合流する小野川最上流部に上池として大内ダムを建設し、有効落差400mと4台の発電機を利用して認可出力1,000,000kWを発電する。阿賀野川水系では最大の水力発電所であり、1号機と2号機は1988年4月に運転を開始、3号機と4号機は1993年（平成5年）7月に運転を開始した。またこれとは別に東北電力はダム式発電所として大川発電所を建設、認可出力21,000kWの電力を供給している。
こうして治水、利水、発電と複雑な有効貯水容量が設定されているため、厳密な水量管理が行われている。また、ダムには重大な洪水にのみ使う非常用洪水吐4門、通常の放流に使う常用洪水吐5門など合計11門の水門が設置されているが、これは阿賀野川の水量が多い上にダムより上流の流域面積が広く、大雨の際には莫大な水量がダムに流入するためである。

## ダムの工法
ダムサイト（ダムを建設する地点）は砂岩や頁岩を主体とする堆積岩であった。このため特に基礎地盤が軟弱であるため膨大な掘削量が予測された。このため工期を短縮し施工を合理化して事業費を圧縮する対策が必要となった。大川ダムでは、基礎地盤対策としてダム本体や減勢工（放流時に水の力を殺ぐために設ける放水路などの構造物）を含む広範囲の基礎部分を掘削後にコンクリートで全て固めた。これはあたかもダム堤体下にマットの様にコンクリートを敷き詰めることからマット式重力ダムと呼ばれる。マット式を採用するとコンクリートの量が膨大となるため、マット部についてはRCD工法を採用した。
RCDとはRollen Compacted Dam Concreteの略である。これはセメントの含有量を極力少なくした超硬練りコンクリートをダンプカーやベルトコンベアで運搬し、振動ローラーやブルドーザーで薄く層状に固めていくコンクリートの打設工法である。従来の柱状工法に比べ工期を短縮させる他コンクリートの硬化熱によって起こるひび割れ（クラック）も起こりにくいため、最終的に工期の短縮と原材料費圧縮を図ることができ総事業費を節約できる利点を持っている。日本では1972年（昭和47年）より建設が始まった山口県の島地川ダム（島地川・国土交通省）において世界で初めてダム本体工事に導入され、現在は主に大規模ダムを中心に施工されている。大川ダムは、このRCD工法の初期例である。
さらに右岸部の弱い地盤をカバーする為に、右岸部をロックフィルダムにすることで対処した。それ故大川ダムはコンバインダムという訳であるが、コンバインダムの中では熊本県の竜門ダム（迫間川・国土交通省）、北海道の忠別ダム（忠別川・国土交通省）に次いで全国で三番目に堤高が高い。

## 補償問題
大川ダム建設に伴って下郷町の49世帯が水没することとなった。このため補償交渉は1973年の調査開始以来難航を極めた。建設省は大川ダムの補償交渉を円滑に進めるため、1977年（昭和52年）3月23日に水源地域対策特別措置法の対象ダムに指定した。この法律は蜂の巣城紛争以後、水没する地域住民と自治体の活性化と生活再建・支援を目的に1973年制定されたものである。大川ダムにおいても生活再建のための補償金嵩上げや就職・転職斡旋、周辺地域の道路整備やインフラストラクチャー整備（産業振興・医療福祉・水道・通信・コミュニティ施設など）を行った。この結果補償交渉も妥結した。
これに加えて、下郷発電所や大川発電所建設に伴い、発電所立地地域への発電利益還元を十分に行うため1974年（昭和49年）に制定された「電源三法」に伴う地域支援も同時に実施された。「電源三法」は電源開発促進税法・電源開発促進対策特別会計法・発電用施設周辺地域整備法の総称であるが、大川ダムの場合は発電用施設周辺地域整備法の指定対象となった。これにより1,000kWh当り445円の電源開発促進税が電源開発と東北電力両社に課税され、この税金を財源に下郷町などの地域に周辺整備のための財源として宛がわれた。下郷発電所だけでも年間80億kWhの発電を行うため、莫大な補助が行われた。
ダム建設によって地域住民は住み慣れた故郷を失うという苦渋の決断を行ったが、こうした地域支援策によって新しい一歩を踏み出した。さらにこうした地域へのアフターケアを行うため、運転開始後15年を経過した発電所の立地地域に対する同様の財政支援を行うため、1981年（昭和56年）には水力発電施設周辺地域交付金制度が策定された。下郷・大川両発電所は運転開始後15年以上経過しているので、この制度の対象である。

## 若郷湖

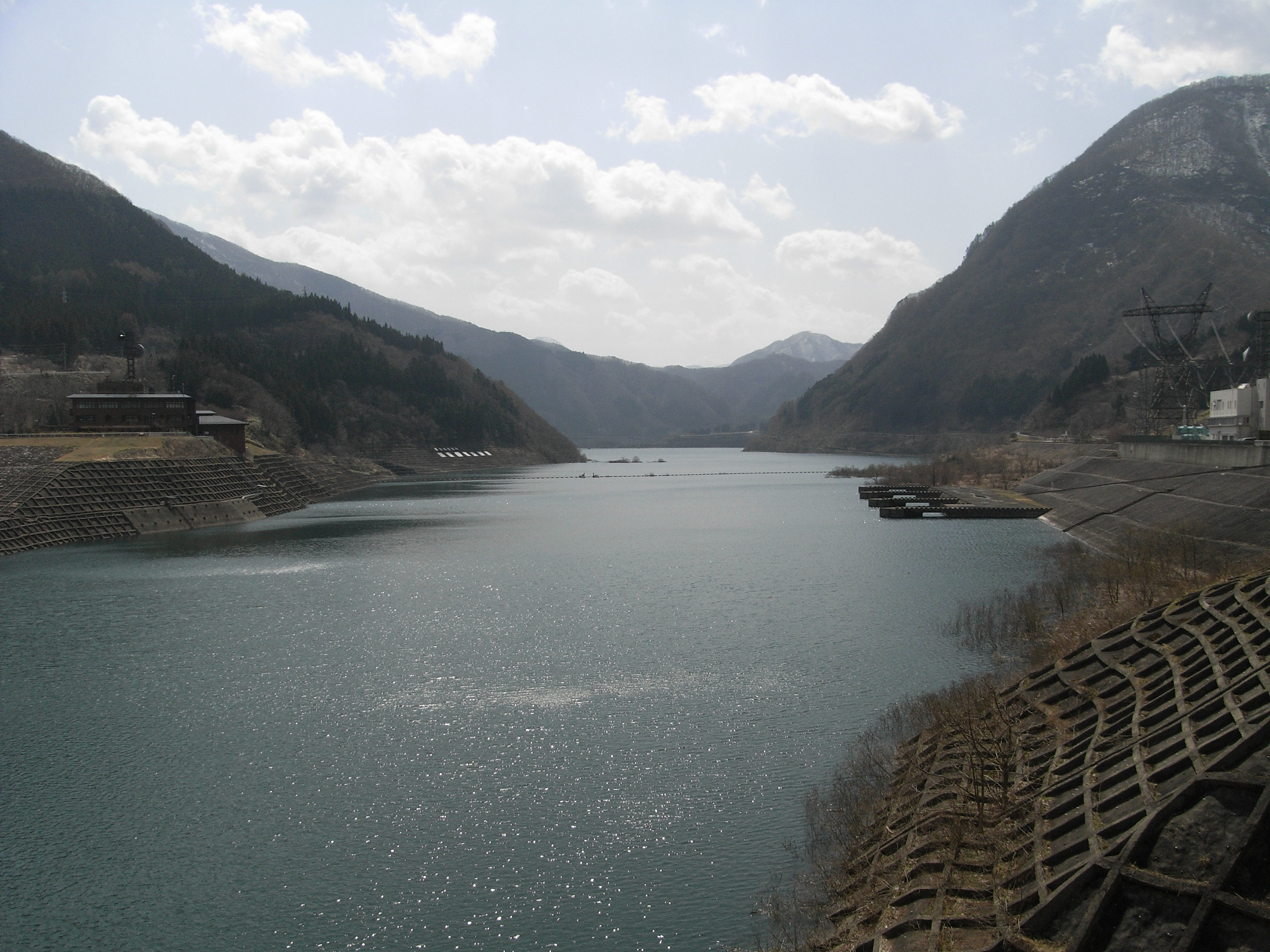
若郷湖。阿賀野川本流の人造湖では最大の規模。

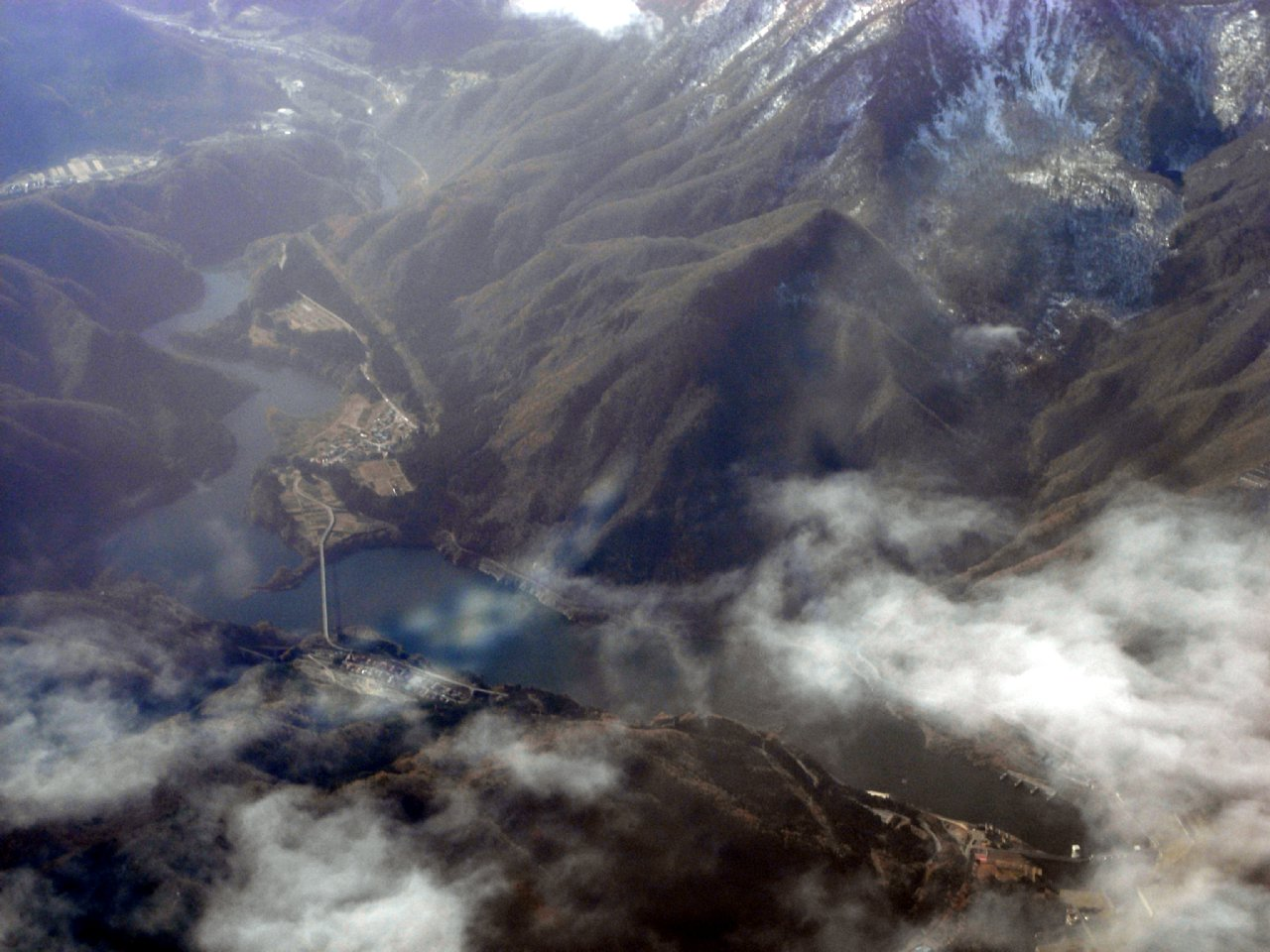
若郷湖空撮。右下に大川ダムがある。

ダム湖は会津若松市の「若」と下郷町の「郷」を一文字ずつ採って「若郷湖」（わかさとこ）と命名された。ダム及びその周辺は両岸に公園が整備され、広い駐車場も完備している。テニスコートや芝生広場、清流の広場なども整備されているため、アウトドアやピクニックに訪れる人も多い。大川ダム資料館ではダムの目的などを分かりやすく学ぶことが出来る。
左岸側の公園は「若郷湖西公園」（南会津郡下郷町）、右岸側は「若郷湖東公園」（会津若松市）となっている。若郷湖東公園では旧建設省（現国土交通省）と林野庁が制定した「森と湖に親しむ旬間」（毎年7月21日から31日まで）期間中に、1日間「若郷湖さわやかフェスティバル」が流域の市町村や関係団体の共催により開催されている。
ダムの直下流には名湯・芦ノ牧温泉、上流には湯野上温泉があり多くの観光客で賑わうほか、江戸時代の街並みを今に残す大内宿や凝灰岩が侵食されて出来た断崖・塔のへつりも至近距離にあり、春先や紅葉の時期は特に多くの観光客が訪れる。会津若松市中心部からも比較的近く、観光地としてダムを訪れる人も多い。
大川ダムへは会津若松方面からは磐越自動車道・会津若松インターチェンジから国道49号経由で国道118号を会津田島方面へ南下し、芦ノ牧温泉を過ぎたら阿賀野川を渡る前に旧道を左折し直進する。鬼怒川温泉・会津田島方面からは国道121号（日光街道・会津西街道）を会津若松方面へ北上、小沼崎付近で福島県道214号芦ノ牧温泉南停車場線へ右折、大川湖面橋を渡り直進すると到着する。公共交通機関では会津鉄道・大川ダム公園駅下車、徒歩数分である。